# خوسيه دي لا توري سانشيز
خوسيه دي لا توري سانشيز هو سياسي مكسيكي، ولد في 21 يوليو 1956 في ولاية فيراكروز في المكسيك. نشط حزبياً في حزب العمل الوطني. وقد انتخب عضو مجلس النواب المكسيك ‏.